# 12 Bar Bruise
12 Bar Bruise è l'album di debutto del gruppo musicale di rock psichedelico australiano King Gizzard & the Lizard Wizard, pubblicato il 7 settembre 2012 dalla Flightless.
Il disco è stato interamente auto-prodotto dal gruppo, che utilizzò anche alcune tecniche di registrazione poco ortodosse. Ad esempio la title track è stata registrata con quattro iPhone piazzati attorno ad una stanza, con Stu Mackenzie che ha cantato in uno di essi.
La canzone incentrata sul football australiano Footy Footy è stata inserita nel videogioco del 2013 AFL Live 2.

## Tracce
1. Elbow – 2:40
2. Muckraker – 3:00
3. Nein – 2:52
4. 12 Bar Bruise – 3:47
5. Garage Liddiard – 2:29
6. Sam Cherry's Last Shot (ft. Broderick Smith) – 2:49
7. High Hopes Low – 3:46
8. Cut Throat Boogie – 2:50
9. Bloody Ripper – 2:13
10. Uh Oh, I Called Mum – 2:38
11. Sea of Trees – 3:15
12. Footy Footy – 1:59

Durata totale: 34:18

## Formazione
- Michael Cavanagh – batteria, mixing, registrazione
- Ambrose Kenny-Smith – armonica, voce, mixing, registrazione
- Stu Mackenzie – voce, chitarra, mixing, registrazione
- Cook Craig – chitarra, voce, mixing, registrazione
- Joey Walker – chitarra, voce, mixing, registrazione
- Lucas Skinner – basso elettrico, voce, mixing, registrazione
- Eric Moore – percussioni, theremin, tastiere, mixing, registrazione
- Joseph Carra - registrazione
- Jason Galea - artwork
- Ican Harem - artwork
- Lauren Bamford - fotografia
- Paul Maybury - registrazione, mixing
- Broderick Smith - narrazione (6)